# Fukui

Mapa da província de Fukui

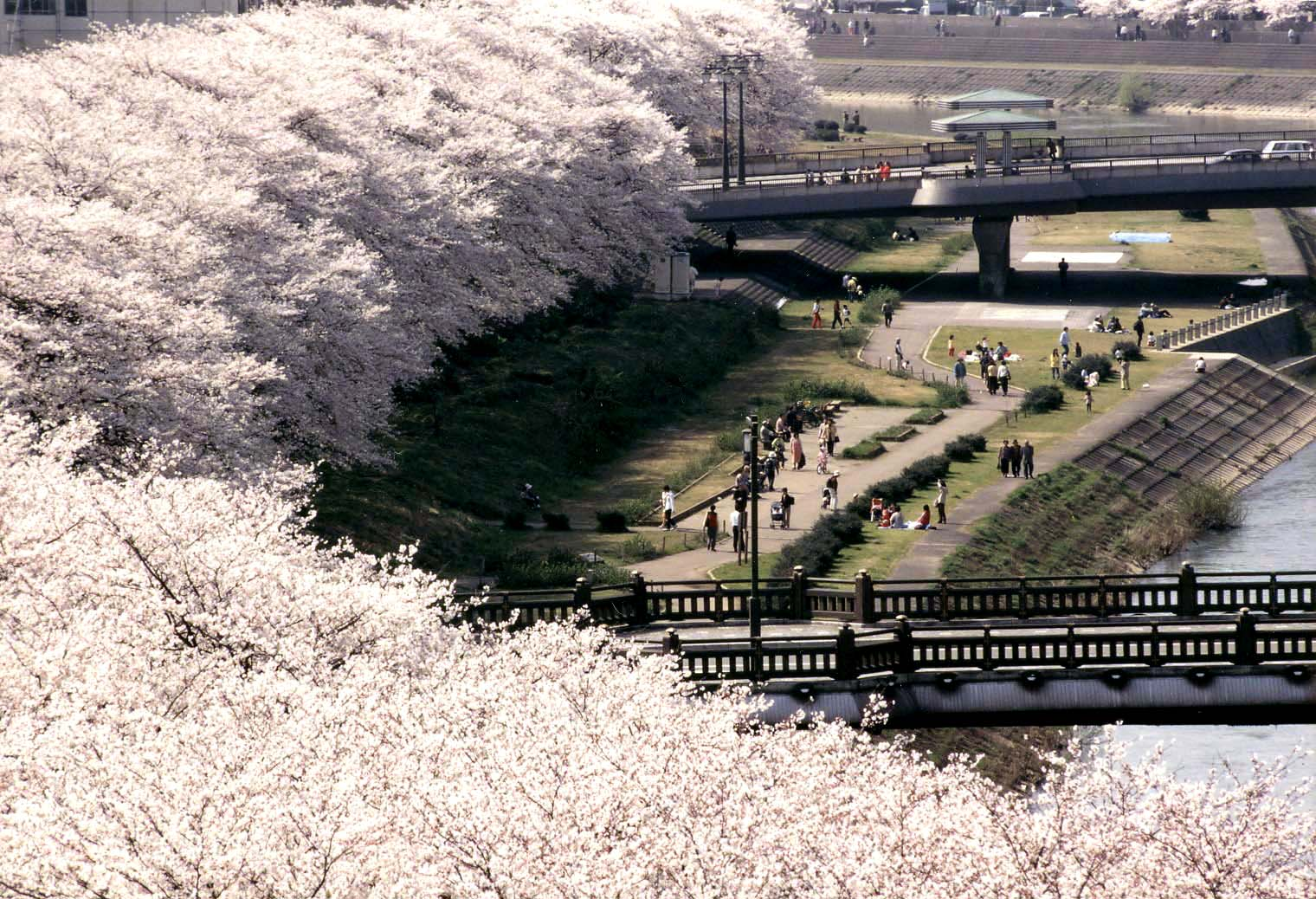
Alameda de cerejeiras do Rio Asuwa

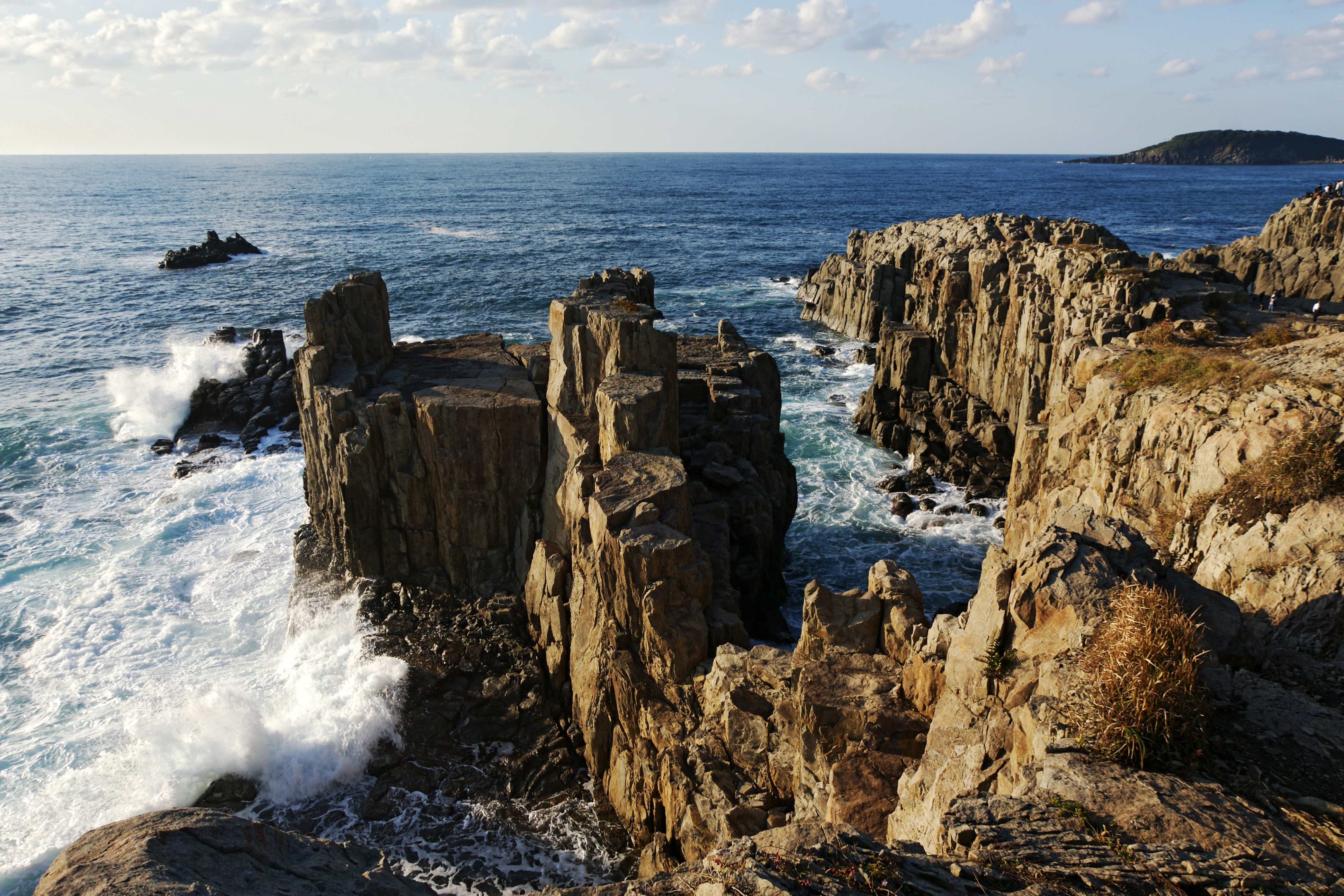
Tojinbo

Fukui (prefeitura) (福井県 ふくいけん, Fukui-ken) é uma prefeitura do Japão localizada na região de Chubu, na ilha de Honshu. A sua capital é a cidade de Fukui.

## História
Fukui consistia originalmente na antiga província de Wakasa e Echizen, antes de se constituir como província em 1871. 
Durante o Período Edo, o daimyo da região, descendente de Tokugawa Ieyasu, tomou o cognome de Matsudaira.

## Geografia
A província é banhada pelo Mar do Japão. Sua região ocidental (antiga Wakasa) é uma planície estreita entre o mar e as montanhas enquanto sua grande região oriental (antiga Echizen) possui planícies amplas que abrigam a capital e a maior parte de sua população. As montanhas que se encontram na região mais ao leste acumulam muita neve no inverno.

### Cidades
Em negrito, a capital da prefeitura.
- Awara
- Echizen
- Fukui
- Katsuyama
- Obama
- Ono
- Sabae
- Tsuruga

### Distritos
- Distrito de Imadate
- Distrito de Mikata
- Distrito de Mikatakaminaka
- Distrito de Nanjo
- Distrito de Nyu
- Distrito de Oi
- Distrito de Yoshida

## Economia
- A província é muito conhecida por produzir mais de 90% das armações de óculos do Japão.[1]
- Há algumas usinas nucleares localizadas ao longo da Baía de Wakasa, em Tsuruga, que fornece energia para Keihanshin, a região metropolitana de Osaka. Ela é formada por 14 reatores, mais do que qualquer outra província.[2]

## Cultura
- É na província de Fukui que se situa o Castelo de Maruoka, o mais antigo castelo do Japão, que se mantém íntegro. Foi construído em 1572.
- Eiheiji é um templo famoso onde são treinados e educados monges budistas. Foi fundado por Dogen Zenji em 1244.
- Fukui é um local rico em vestígios fósseis de dinossauros que podem ser vistos no Museu de Dinossauros de Fukui.
- Tojinbo, um pedaço panorâmico da costa, que é também um lugar onde os suicídios são recorrentes.
- A alameda de cerejeiras que margeia o rio Asuwa é a mais longa do país, sendo considerado uns dos melhores lugares do Japão para a prática do hanami.[3]
- Os habitantes de Fukui têm uma pronúncia distinta do resto do Japão - o chamado Fukui-ben.

## Turismo
- Os turistas devem experimentar comer caranguejos echizen-gani. Os residentes chamam os caranguejos macho de zuwai e os caranguejo fêmea de seiko.
- O oroshi soba é um prato típico da província que leva macarrão temperado com rabanete ralado servido com um molho gelado. Fala-se que ele é um bom alimento para ter uma vida longa.[4]